# Тренкер, Генрих
Генрих Тренкер (6 августа 1880 года — 22 мая 1956 года) — немецкий оккультист, розенкрейцер и теософ. Он также был известен под именами: Frater Recnartus, Garuda и Henkelkreuzmann. Генрих Тренкер был также основателем пансофической ложи в 1921 году, из которой 8 мая 1926 года возникло Братство Сатурна.

## Биография
Тренкер был членом Международного Теософского Братства, основанного Францем Хартманном. 10 мая 1920 года Генрих Тренкер был награждён X ° (Rex Summus, высшая степень) Ордена Восточных Тамплиеров (O.T.O.) Теодором Ройссом, при этом Ройсс никогда не встречался с Тренкером. Уже во время Первой мировой войны он основал Пансофическое движение в Лейпциге. В рамках пансофического изучения студенты должны изучать философские, исторические, мистические, астрологические, теософские, оккультные, розенкрейцерские и многие другие предметы. «Пансофисты направляют своих учеников на практический оккультный путь и не имеют предубеждений или тревожного психоза по поводу левого или правого, чёрного или белого пути. Все пути рано или поздно должны привести к цели. Верен всякий путь, ведущий к внутреннему погружению, к познанию единства, лежащего в основе всего, и к самопознанию».
В 1924 году Тренкер связался с Ойгеном Гроше, который затем основал Пансофическую ложу в Берлине. 22 июня 1925 года Алистер Кроули прибыл в дом Генриха Тренкера в Вейде, чтобы инициировать конференцию Вейды, на которой Кроули провозгласил себя Спасителем мира. Сначала Тренкер был очарован Кроули и его идеями, но уже во время встречи между главными героями возникли ссоры. В том же году Тренкер отказался от признания конференции Вейда, и с тех пор Кроули рассматривал его только как Иуду, а Кроули пытался дискредитировать его или в О.Т.О. осуждать. Подстрекаемый Кроули, Альбин Грау попросил Тренкера отказаться от должности Великого Магистра Пансофической Ложи, но Тренкер отказался. В результате разногласий между Тренкером, Кроули и Грау 1 апреля 1926 г. была распущена «Берлинская пансофическая ложа братьев, ищущих свет, Восточный Берлин». Всего через несколько недель, 8 мая 1926 года, Братство Сатурна было основано Ойгеном Гроше и четырьмя другими бывшими пансофистами.
Говорят, что в 1928 году Генрих Тренкер попросил все масонские ложи организовать арест Алистера Кроули, если он захочет въехать в Германию. Однако этот слух пустила бывшая спутница Генриха Тренкера, теософ и последовательница Кроули Марта Кюнцель. Верно то, что по наущению Анри Бирвена Тренкер подал жалобу на Кроули в лейпцигскую полицию в 1931 году.